# 쿵푸 팬더: 다섯 용사의 비밀
쿵푸 팬더: 다섯 용사의 비밀(Kung Fu Panda: Secrets Of The Furious Five)은 미국에서 제작된 라만 후이 감독의 2008년 애니메이션, 액션, 코미디, 가족 영화이다. 잭 블랙 등이 주연으로 출연하였고 카렌 포스터 등이 제작에 참여하였다.

## 출연

### 주연
- 잭 블랙
- 더스틴 호프만

### 조연
- 윌 샤들리
- 이몬 피루셀로
- 그레이스 로렉
- 맥스 코치
- 톰 오웬스
- 캐롤 케인
- 존 디 마지오
- 스티븐 키어린
- 제임스 시에
- 메러디스 스콧 린
- 제시카 디 시코
- 스테파니 레멜린
- 데이빗 크로스
- 짐 커밍스
- 타라 스트롱
- 방조명
- 랜달 덕 김
- 엘리자베스 앤 베넷